# Frederik Collett

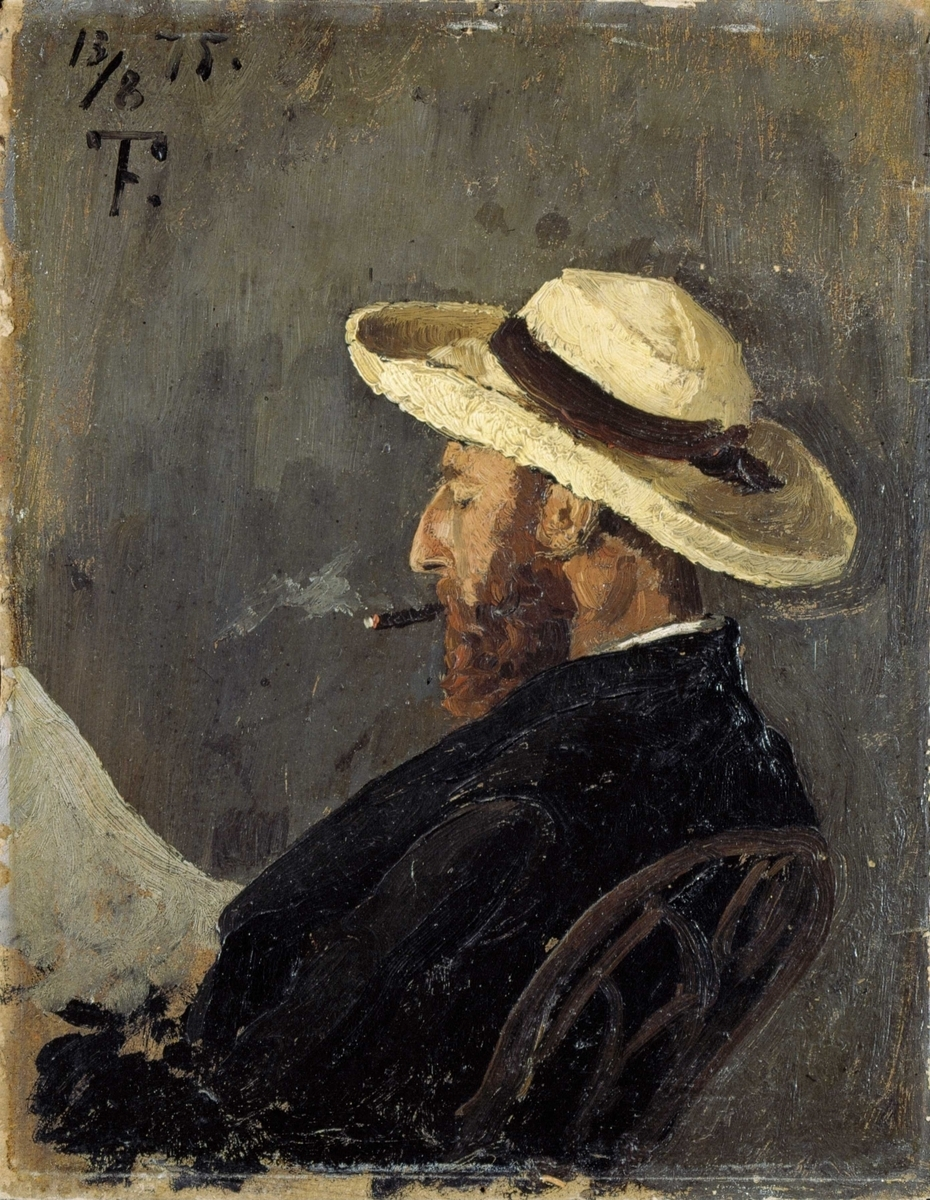
Frederik Collett, 1875 gemalt von Frits Thaulow

Frederik Jonas Lucian Bothfield Collett (* 25. März 1839 in Christiania, Norwegen; † 19. April 1914 in Gjørlia bei Lillehammer, Norwegen) war ein norwegischer Landschaftsmaler der Düsseldorfer Schule und der Schule von Barbizon.

## Leben
Collett, Sohn des Justizsekretärs Johan Collett (1800–1877) und dessen Frau Marie Frederikke Thomasson (1810–1839), die drei Tage nach seiner Geburt starb, wuchs in einer Politiker- und Beamtenfamilie auf. Der norwegische Premierminister Jonas Collett war sein Großvater. Bis 1858 besuchte er die Kadettenanstalt der Kriegsmarine. Im Verlauf dieser Zeit, in der er vier bis fünf Jahre auf See zubrachte, begegnete ihm der Techniker und Marineoffizier Carl Fredrik Diriks (1814–1895), dessen Leidenschaft, das Zeichnen und Malen, er teilte. Dadurch angeregt entwickelte er den Wunsch, Landschaftsmaler zu werden. Mit seinem Vater fuhr er nach Düsseldorf, wo sie den dort lehrenden Landschaftsmaler Hans Fredrik Gude besuchten, der ihn 1860 als Privatschüler annahm und bis 1862 unterrichtete. 1861 unternahmen Gude, dessen Freund Peter Nicolai Arbo und Collett eine gemeinsame Studienreise. Zusammen mit Adolph Tidemand besuchte er seinen Meister 1862 auf einer Studienreise nach Wales, auf der unter anderem die Naturstudien für die Komposition des 1863 fertiggestellte Bild Aus Wales entstanden. Von 1862 bis 1864 ging er in das Düsseldorfer Privatatelier von Morten Müller. Außerdem schrieb er sich für das Schuljahr 1861/1862 an der Kunstakademie Düsseldorf in der Bauklasse ein, die von Rudolf Wiegmann geleitet wurde. Engen gesellschaftlichen Kontakt zu skandinavischen und anderen Künstlern in Düsseldorf erhielt er durch seine Mitgliedschaft im Künstlerverein Malkasten, dem er von 1861 bis 1865/1866 angehörte.
Mit dem Maler Frits Thaulow, den er in Kopenhagen kennengelernt hatte, reiste er 1873 nach Paris. In zwei weiteren Perioden, in den Jahren 1874/1875 und 1878/1879, lebte er dort vor allem im Umfeld anderer skandinavischer Künstler wie Carl Fredrik Hill oder Berndt Lindholm und nahm die künstlerischen Techniken und Landschaftsauffassungen der Schule von Barbizon auf. 1877 unternahmen Thaulow, Lindholm und Collett eine Studienreise nach Le Havre und Dordrecht. Unter dem Einfluss der französischen Landschaftsmalerei, insbesondere der Vorbilder Jean-Baptiste Camille Corot, Charles-François Daubigny und Émile Breton (1831–1902), veränderte er seinen Malstil in die Richtung des Frühimpressionismus. In den 1880er Jahren ging er vollends zur Freilichtmalerei über.

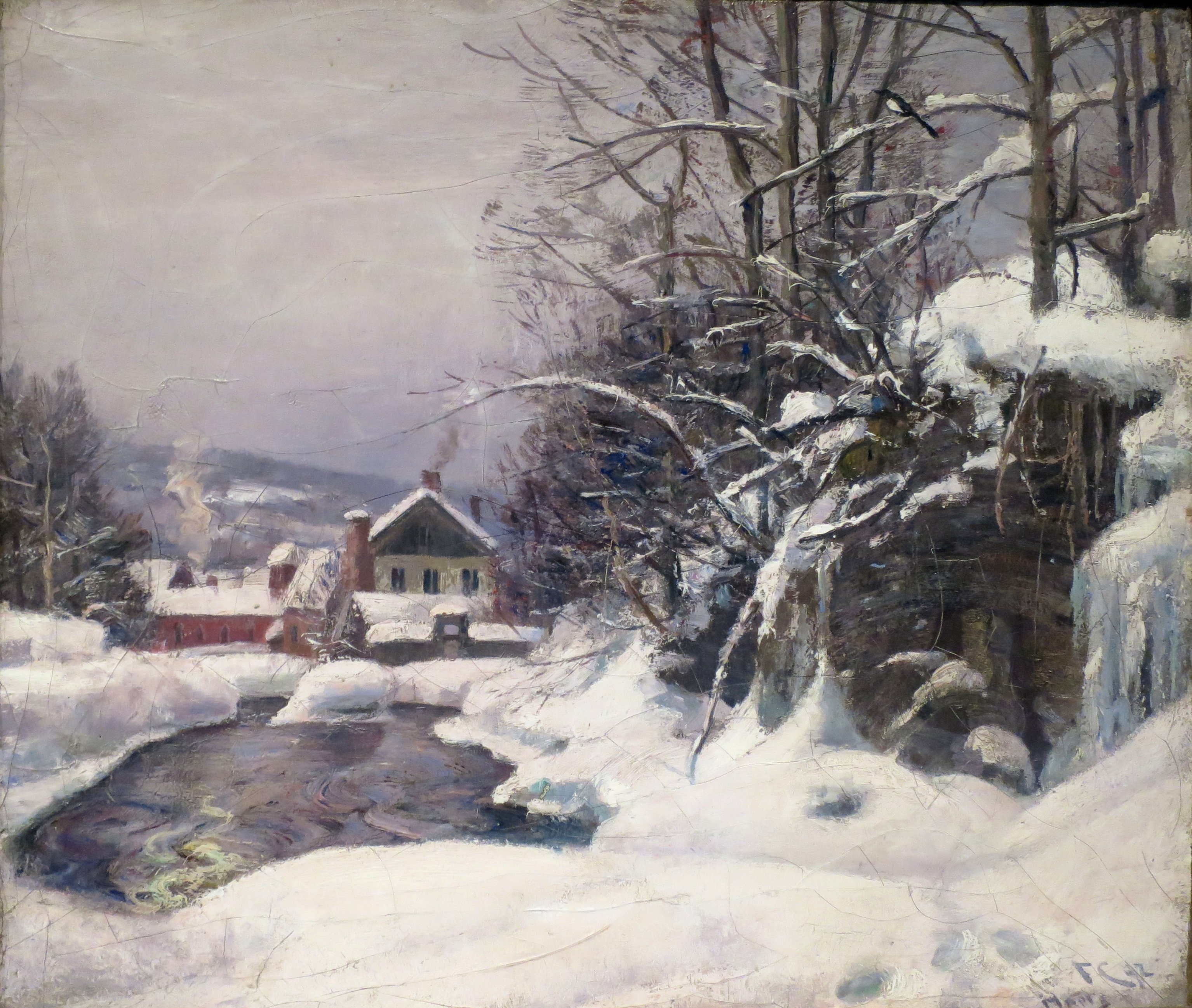
Winter, Mesna, 1892, Kunstmuseum Bergen

1883 kam Collett zum ersten Mal nach Lillehammer. Von 1886 bis zu seinem Tod besuchte er die Stadt in jedem Winter. Der Landschaftsmaler Johan Nielssen leistete ihm Gesellschaft. Die dort geschaffenen naturalistischen Winterlandschaften wurden seine Spezialität. Für das Malen in der Landschaft unter Frostbedingungen entwickelte er den Typus eines Freilichtateliers auf einem Schlitten, der in den 1890er Jahren von der Eisenbahnwagenfabrik Skabo gebaut wurde. In den Jahren 1896 bis 1912 entwarf er auch Gewebemuster.
Regelmäßig war Collett auf den Herbstausstellungen in Christiania vertreten. Außerdem beschickte er mehrere internationale Ausstellungen (Kopenhagen 1872, Weltausstellung Wien 1873, Weltausstellung Paris 1889, Weltausstellung Chicago 1893, Berlin 1896, Stockholmer Ausstellung 1897, Sankt Petersburg 1897, Weltausstellung Paris 1900, München 1901, Düsseldorf 1904).
Collett verfügte über eine kleine Rente, die sein Junggesellenleben finanziell unabhängig machte. Dies mag auch ein Grund dafür sein, dass er in seiner Karriere relativ wenige Bilder malte. Sein Werkverzeichnis zählt nur 230 Bilder.